# Ammophila ganquana
Ammophila ganquana är en biart som beskrevs av Yang och Li 1989. Ammophila ganquana ingår i släktet Ammophila och familjen grävsteklar. Inga underarter finns listade i Catalogue of Life.